# Derbi Mulhacén
La Derbi Mulhacén è una famiglia di motociclette di tipo scrambler prodotta dalla casa motociclistica spagnola Derbi dal 2006 al 2013 nelle cilindrate 659 e 125.
Dal 2019 il modello 125 viene prodotto su licenza in Cina dalla Zongshen e venduto a marchio Malaguti ribattezzato Malaguti Monte Pro.

## Mulhacén 659
La Mulhacén 659 segna il ritorno della casa spagnola nel settore della motociclette sportive di grande cilindrata; il prototipo venne presentato all’Intermot di Monaco nel settembre del 2004. Si tratta di una Scrambler con un motore monocilindrico Yamaha da 660 cm³ dallo stile classico e con ruote alte tassellate.
Nel 2005 viene annunciata la produzione e la casa avvia i collaudi su strada mostrando il prototipo alla stampa guidato da Pablo Nieto, pilota del Derbi Racing Team attivo all’epoca nel motomondiale classe 125.
Il modello di produzione definitivo viene presentato all’EICMA del novembre 2005 e la messa in commercio viene avviata nella primavera dell’anno successivo. Per pubblicizzare il modello la casa realizzò un sito dedicato per le prevendite online.
Caratterizzata da dimensioni compatte (lunghezza di 2.120 mm, interasse di 1386 mm) e un peso di solo 162 kg presenta il motore monocilindrico 4 tempi da 659,7 cm³ raffreddato a liquido prodotto da Yamaha nello stabilimento Minarelli abbinato a un cambio a 5 marce ed avviamento elettrico. Il motore eroga 47 cavalli a 6.250 giri/min e con una coppia di 55 Nm a 5.500 giri/min, è omologato Euro 2.
Il telaio è costituito da forcella Marzocchi da 43 mm, dischi Wave dal profilo dentato con pinza anteriore ad attacco radiale e pompa radiale, entrambi Brembo, al posteriore sistema ammortizzante dotato di un monoammortizzatore Sachs posto sul lato destro del forcellone oscillante (in alluminio fuso) che lavora unitamente ad un sistema di bielle. Il serbatoio ha 12 litri di capacità che garantiscono 170 km di autonomia.
Esteticamente presenta un design da scrambler retró realizzato da Klaus Nennevitz, con ruote da 18” e pneumatici misti oltre a un voluminoso scarico. La sella è alta 835 mm da terra.
Ad un anno dalla presentazione, ad EICMA 2006 la gamma si arricchisce della nuova versione 659 Cafè e della versione motorizzata 125 cm³ Piaggio destinata al pubblico giovanile.
La Mulhacèn 659 Cafè possiede pneumatici da 17” con gomme dal profilo stradale, dischi freni specifici, sella monoposto e verniciatura nera. L’estetica con i dettagli retró si ispira alle moto “cafè racer”. Tale modello viene messo in vendita nel 2007. Nel 2008 il motore venne omologato Euro 3.
Nel 2010 il modello 659 esce di produzione a causa delle basse vendite.

## Mulhacén 125

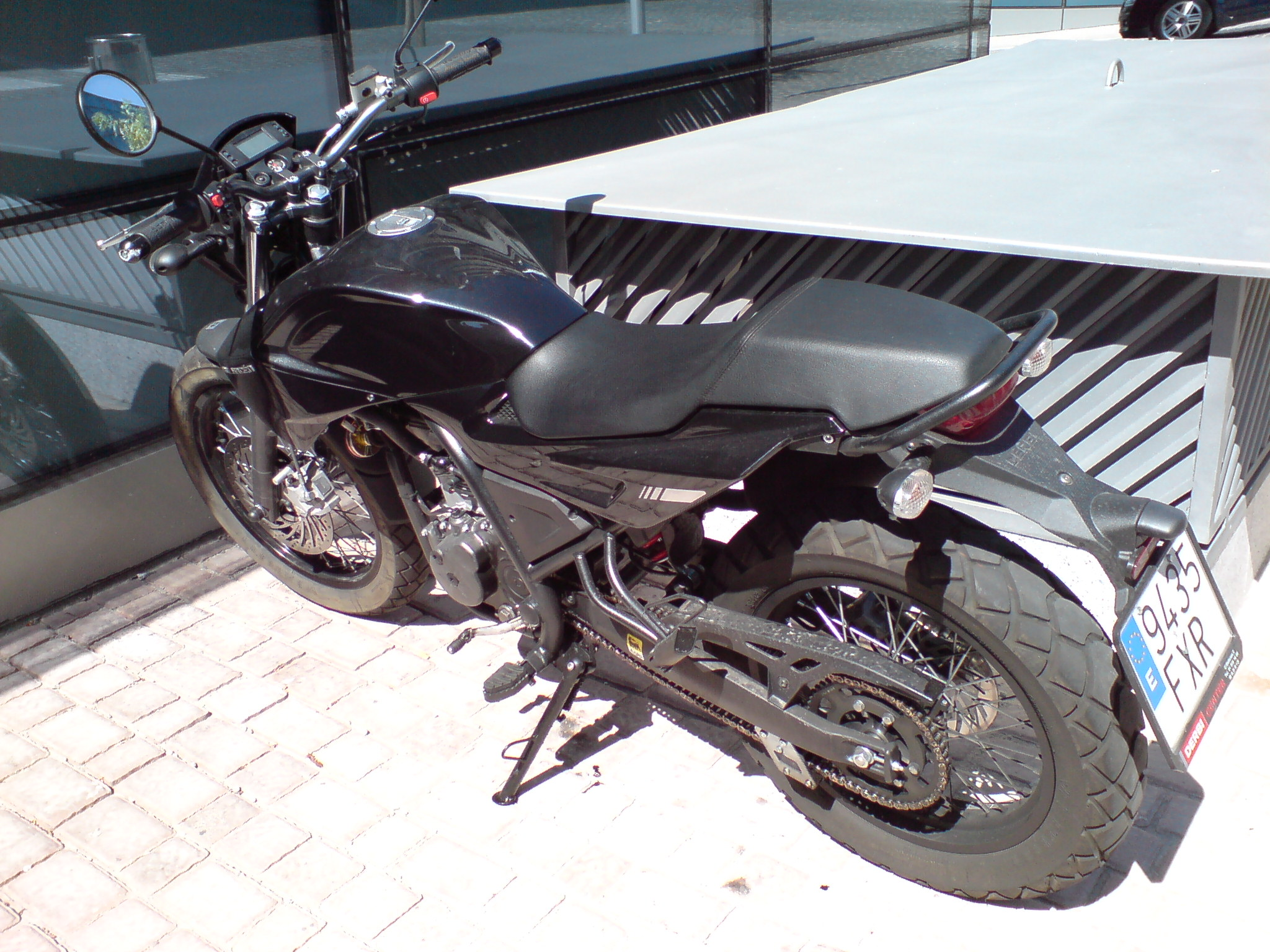
La versione Mulhacén 125

Il modello 125 cm³ viene messo in vendita nella primavera 2007. A differenza della 659 la 125 è più compatta con una ciclistica specifica, presenta una sospensione anteriore a forcella idraulica da 37 mm con un’escursione di 99 mm; al posteriore viene montato un monoammortizzatore su un forcellone in acciaio. L'impianto frenante è composto da disco anteriore di 280 mm con pinza a doppio pistoncino e da disco posteriore di 218 mm, mentre le ruote hanno diametro di 18” davanti e 17” dietro. Il motore è il 125 Piaggio monocilindrico 4 tempi, bialbero a 4 valvole, raffreddato ad acqua con una potenza di 15 cavalli a 9.250 giri/min con cambio a sei marce, il peso del mezzo è di 110 kg.
Nell'estete del 2008 viene presentata la 125 Cafè, modello speciale che richiama la 659 Cafè per l'estetica con verniciatura nera, telaio rosso e sella biposto.
La 125 uscirà di produzione nei primi mesi del 2013 in seguito alla chiusura dello storico stabilimento Derbi di Martorelles, esattamente tre anni dopo la 659.

## Malaguti Monte Pro
Dopo l’uscita di produzione l’austriaca KSR Group acquista dal Gruppo Piaggio (proprietario del marchio Derbi) i diritti di produzione di numerosi modelli della casa spagnola, tra questi la Derbi Mulhacén 125 Café. 
Nel fine 2018 tale modello viene presentato ad EICMA ribattezzato Malaguti Monte Pro (il marchio Malaguti è di proprietà KSR) e nella primavera 2019 venne avviata la produzione in Cina dalla Zongshen negli stabilimenti di Foshan.
La Malaguti Monte Pro è uguale alla vecchia Mulhacén 125 Café e anche il propulsore è lo stesso 125 Piaggio che la Zongshen produce in Cina. Le uniche differenza si concentrano in dettagli estetici e nel motore che ora rispetta la normativa Euro 4.